# Euphorbia vulcanorum
Euphorbia vulcanorum es una especie de planta fanerógama de la familia de las euforbiáceas. Es originaria de Kenia.

## Descripción
Es un arbusto densamente ramificado y suculento que alcanza un tamaño  de 1 m de altura y 1,2 m de diámetro, las ramas de 30 cm de largo, con (4 -) 5  ángulos, de 1-2 cm de grosor; ángulos muy superficialmente dentados, con dientes de 5-15 mm; espinosas.

## Ecología
Se encuentra en las pendientes rocosas llenas de lava con escasos matorrales caducifolios; a  una altitud de 1000-1200 metros.
Es una especie atractiva que crece con facilidad, aunque no es muy frecuentemente encontrada en el cultivo. Cercana de Euphorbia heterochroma.

## Taxonomía
Euphorbia vulcanorum fue descrita por Susan Carter Holmes y publicado en Hooker's Icones Plantarum 39: t. 3872. 1982.
Etimología
Ver: Euphorbia
vulcanorum: epíteto geográfico que alude a su localización cercana a un volcán.